# Supercuc
Supercuc (originalment en anglès, Superworm) és una pel·lícula britànica d'animació de 2021. La cinta de comèdia familiar està dirigida per Jac Hamman i Sarah Scrimgeour, i escrita per Max Lang i Suzanne Lang. El guió està basat en un conte infantil homònim escrit per Julia Donaldson i il·lustrat per Axel Scheffler. L'1 d'abril de 2022 es va estrenar el doblatge en català.
La història parla de l'amistat. El Supercuc és un animal llarg, fort i amb habilitats sorprenents, capaç d'ajudar aranyes i gripaus, però és capturat pel malvat llangardaix.